# أحمد بن مصطفى المراغي
المراغي (؟؟؟ - 1371 هـ) / (1883 - 1952م)
هو أحمد بن مصطفى المراغي مفسر مصري، من العلماء. من مركز المراغة، محافظة سوهاج بصعيد مصر. وهو أيضاً شقيق الإمام محمد مصطفى المراغي شيخ الأزهر. وينتهي نسبه الشريف إلى الحسين بن علي وفاطمة الزهراء بنت النبي محمد ﷺ. كان على قدر من العلم والثقافة، حفظ القرآن، وتلقن نصيبا من المعارف العامة ولنجابته بعث به والده لطلب العلم في الأزهر بالقاهرة فتلقى العلم علي كوكبة من علمائه وتأثر بأصحاب التيار المجدد .

## تعليمه
تخرج بدار العلوم سنة 1909م.

## وظائفه
- مدرس الشريعة الإسلامية بدار العلوم.
- ولي نظارة بعض المدارس.
- عين أستاذا للعربية والشريعة الإسلامية بكلية غوردون بالخرطوم.

## وفاته
توفي بالقاهرة عام 1371 هـ الموافق لسنة 1952م.

## مصنفاته
له كتب، منها: 
- الحسبة في الإسلام - رسالة مطبوعة،
- وكتاب الوجيز في أصول الفقه - مطبوع في مجلدين،
- وكتاب تفسير المراغي - مطبوع في ثمانية مجلدات،
- وكتاب علوم البلاغة - طبعة الأزهر.